# Kaj Schueler
Kaj Peter Schueler, född 7 maj 1949, är en svensk journalist och författare.
Kaj Schuelers föräldrar bokhandlaren Stefan Schueler (1920–2015) och Ruth Herz (1925–1986) kom till Sverige som flyktingar från Tyskland 1938 respektive 1939. Hans morföräldrar dödades i Förintelsen, medan farföräldrarna flydde och kom till Sverige.
Schueler var kulturskribent på Svenska Dagbladet 1992–2012, varav 2010–2012 som kulturchef. 
Han debuterade som författare 2008 med Flykten från Berlin 1942 om sina farföräldrar.